# Excidobates condor
Espèce
Excidobates condor est une espèce d'amphibiens de la famille des Dendrobatidae.

## Répartition
Cette espèce est endémique de la province de Zamora-Chinchipe en Équateur. Elle se rencontre à Paquisha et à Yantzaza de 1 770 à 1 930 m d'altitude sur le versant Ouest de la cordillère du Condor.

## Description
Le mâle holotype mesure 19,8 mm et la femelle paratype 21,6 mm.

## Étymologie
Son nom d'espèce lui a été donné en référence au lieu de sa découverte, la cordillère du Condor.

## Publication originale
- Almendariz, Ron & Brito, 2012 : Una especie nueva de rana venenosa de altura del género Excidobates (Dendrobatoidea: Dendrobatidae) de la Cordillera del Cóndor. Papéis Avulsos de Zoologia (Sáo Paulo), vol. 52, no 32, p. 387-399 (texte intégral).